# Saison 2013-2014 du Thunder d'Oklahoma City
La saison 2013-2014 du Thunder d'Oklahoma City est la 6e saison de la franchise au sein de la ville d'Oklahoma City et la 48e saison au sein de la National Basketball Association (NBA).
Dans les playoffs, le Thunder a affronté les Grizzlies de Memphis au premier tour et a gagné la série en sept matchs, puis défait les Clippers de Los Angeles en six matchs dans les demi-finales, avant de perdre contre le futur champion, les Spurs de San Antonio en six matchs en finale de conférence.

## Draft
| Tour | Choix | Joueur         | Poste | Nationalité      | Provenance |
| ---- | ----- | -------------- | ----- | ---------------- | ---------- |
| 1    | 12    | Steven Adams   | PG    | Nouvelle-Zélande | Pittsburgh |
| 1    | 26    | Andre Roberson | C     | États-Unis       | Colorado   |
| 2    | 32    | Álex Abrines   | C     | Espagne          | Liga ACB   |

## Classements de la saison régulière
| Conférence Ouest | Conférence Ouest                | Conférence Ouest | Conférence Ouest | Conférence Ouest | Conférence Ouest | Conférence Ouest | Conférence Ouest |
| No               | Franchise                       | Vic.             | Def.             | MJ               | % V/D            | RV               |                  |
| ---------------- | ------------------------------- | ---------------- | ---------------- | ---------------- | ---------------- | ---------------- | ---------------- |
| 1                | Spurs de San Antonio            | 62               | 20               | 82               | 75,60 %          | -                |                  |
| 2                | Thunder d'Oklahoma City         | 59               | 23               | 82               | 72,00 %          | 3,0              |                  |
| 3                | Clippers de Los Angeles         | 57               | 25               | 82               | 69,50 %          | 5,0              |                  |
| 4                | Rockets de Houston              | 54               | 28               | 82               | 65,90 %          | 8,0              |                  |
| 5                | Trail Blazers de Portland       | 54               | 28               | 82               | 65,90 %          | 8,0              |                  |
| 6                | Warriors de Golden State        | 51               | 31               | 82               | 62,20 %          | 11,0             |                  |
| 7                | Grizzlies de Memphis            | 50               | 32               | 82               | 61,00 %          | 12,0             |                  |
| 8                | Mavericks de Dallas             | 49               | 33               | 82               | 59,80 %          | 13,0             |                  |
|                  |                                 |                  |                  |                  |                  |                  |                  |
| 9                | Suns de Phoenix                 | 48               | 34               | 82               | 58,50 %          | 14,0             |                  |
| 10               | Timberwolves du Minnesota       | 40               | 42               | 82               | 48,80 %          | 22,0             |                  |
| 11               | Nuggets de Denver               | 36               | 46               | 82               | 43,90 %          | 26,0             |                  |
| 12               | Pelicans de La Nouvelle-Orléans | 34               | 48               | 82               | 41,50 %          | 28,0             |                  |
| 13               | Kings de Sacramento             | 28               | 54               | 82               | 34,10 %          | 34,0             |                  |
| 14               | Lakers de Los Angeles           | 27               | 55               | 82               | 32,90 %          | 35,0             |                  |
| 15               | Jazz de l'Utah                  | 25               | 57               | 82               | 30,50 %          | 37,0             |                  |

| Division Nord-Ouest       | V  | D  | MJ | % V/D   | GB   | Dom   | Ext   | Div  | Conf  |
| ------------------------- | -- | -- | -- | ------- | ---- | ----- | ----- | ---- | ----- |
| Thunder d'Oklahoma City   | 59 | 23 | 82 | 72,00 % | -    | 34-7  | 25-16 | 11-5 | 36-16 |
| Trail Blazers de Portland | 54 | 28 | 82 | 65,90 % | 5,0  | 31-10 | 23-18 | 13-3 | 31-21 |
| Timberwolves du Minnesota | 40 | 42 | 82 | 48,80 % | 19,0 | 24-17 | 16-25 | 7-9  | 23-29 |
| Nuggets de Denver         | 36 | 46 | 82 | 43,90 % | 23,0 | 22-19 | 14-27 | 5-11 | 20-33 |
| Jazz de l'Utah            | 25 | 57 | 82 | 30,50 % | 34,0 | 16-25 | 9-32  | 4-12 | 13-39 |

## Effectif
| Effectif du Thunder d'Oklahoma City 2013-2014 |
| --- |
| 0 Russell Westbrook • 2 Caron Butler • 3 Perry Jones • 4 Nick Collison • 5 Kendrick Perkins • 6 Derek Fisher • 7 Grant Jerrett • 9 Serge Ibaka • 11 Jeremy Lamb • 12 Steven Adams • 15 Reggie Jackson • 21 André Roberson • 25 Thabo Sefolosha • 34 Hasheem Thabeet • 35 Kevin Durant (C)Entraîneur : Scott Brooks |

## Statistiques
| Joueur            | MJ | MC | MPG  | FG%   | 3P%   | FT%   | RPG | APG | SPG | BPG | PPG  |
| ----------------- | -- | -- | ---- | ----- | ----- | ----- | --- | --- | --- | --- | ---- |
| Russell Westbrook | 46 |    | 32.9 | 42.4% | 31.8% | 79.3% | 5.7 | 6.9 | 1.8 | 0.1 | 21.9 |
| Thabo Sefolosha   | 49 |    | 26.9 | 42.2% | 33.3% | 76.2% | 3.8 | 1.5 | 1.3 | 0.3 | 6.9  |
| Perry Jones       | 42 |    | 12.5 | 49.2% | 35.1% | 62.5% | 1.8 | 0.4 | 0.3 | 0.4 | 3.6  |
| Nick Collison     | 52 |    | 17.4 | 55.5% | 16.7% | 73.4% | 3.5 | 1.3 | 0.3 | 0.4 | 4.4  |
| Kendrick Perkins  | 51 |    | 19.9 | 44.2% | 0.0%  | 55.9% | 5.1 | 1.2 | 0.5 | 0.5 | 3.5  |
| Derek Fisher      | 52 |    | 16.2 | 39.1% | 38.0% | 81.0% | 1.4 | 1.3 | 0.7 | 0.0 | 4.8  |
| Serge Ibaka       | 52 |    | 32.5 | 54.8% | 36.8% | 77.8% | 8.8 | 0.9 | 0.5 | 2.5 | 15.1 |
| Jeremy Lamb       | 53 |    | 22.0 | 44.6% | 35.6% | 84.4% | 2.7 | 1.7 | 0.7 | 0.4 | 9.8  |
| Steven Adams      | 53 |    | 14.6 | 48.1% | 0.0%  | 62.4% | 4.3 | 0.7 | 0.5 | 0.8 | 3.5  |
| Reggie Jackson    | 53 |    | 28.3 | 44.1% | 31.9% | 87.1% | 3.7 | 4.2 | 1.1 | 0.1 | 13.5 |
| André Roberson    | 21 |    | 7.2  | 52.0% | 20.0% | 62.5% | 1.9 | 0.4 | 0.5 | 0.2 | 1.5  |
| Hasheem Thabeet   | 8  |    | 5.5  | 62.5% | 0.0%  | 0.0%  | 1.9 | 0.1 | 0.0 | 0.0 | 1.3  |
| Kevin Durant      | 81 |    | 38.6 | 50.7% | 40.9% | 86.8% | 7.4 | 5.5 | 1.3 | 0.8 | 32.0 |

## Transactions

### Résumé
| Arrivées Via draft - Steven Adams Via free agency - Ryan Gomes - Derek Fisher - Caron Butler | Départs Via transfert - Kevin Martin Via free agency - Ronnie Brewer Coupés - DeAndre Liggins - Daniel Orton |

### Transferts
| 11 juillet | Vers Oklahoma City Thunder Droits sur Szymon Szewczyk | Vers Minnesota Timberwolves Kevin Martin |

### Agents libres
| Arrivées        | Arrivées     | Arrivées                               |
| Joueur          | Date         | Ancienne équipe                        |
| --------------- | ------------ | -------------------------------------- |
| Derek Fisher    | 24 juillet   | Oklahoma City Thunder (renouvellement) |
| Ryan Gomes      | 7 août       | Artland Dragons (Allemagne)            |
| Diante Garrett  | 27 septembre | Phoenix Suns                           |
| Rodney McGruder | 27 septembre | Kansas State                           |

| Départs         | Départs     | Départs                |
| Joueur          | Date        | Nouvelle équipe        |
| --------------- | ----------- | ---------------------- |
| Kevin Martin    | 2 juillet   | Minnesota Timberwolves |
| DeAndre Liggins | 6 septembre | Sioux Falls Skyforce   |
| Ronnie Brewer   | 28 août     | Houston Rockets        |
| Daniel Orton    | 10 octobre  | Philadelphia 76ers     |

## Récompenses
| Joueur       | Récompense               |
| ------------ | ------------------------ |
| Kevin Durant | NBA Most Valuable Player |